# Stortjärnen (Voxna socken, Hälsingland, 682109-147032)
Stortjärnen är en sjö i Ljusdals kommun och Ovanåkers kommun i Hälsingland och ingår i Ljusnans huvudavrinningsområde. Sjön har en area på 0,142 kvadratkilometer och ligger 238 meter över havet.

## Delavrinningsområde
Stortjärnen ingår i det delavrinningsområde (682066-147127) som SMHI kallar för Förgrening. Medelhöjden är 262 meter över havet och ytan är 19,26 kvadratkilometer. Räknas de 156 avrinningsområdena uppströms in blir den ackumulerade arean 1 202,09 kvadratkilometer. Voxnan som avvattnar avrinningsområdet har biflödesordning 2, vilket innebär att vattnet flödar genom totalt 2 vattendrag innan det når havet efter 148 kilometer. Avrinningsområdet består mestadels av skog (73 procent) och sankmarker (26 procent). Avrinningsområdet har 0,2 kvadratkilometer vattenytor vilket ger det en sjöprocent på 1,1 procent.